# Спейкербор (Північна-Голландія)
Спейкербор (нід. Spijkerboorп) — селище в нідерландській провінції Північна Голландія. Входить до муніципалітету Вормерланд.
Його площа становить 0,57 км², а населення станом на 2021 рік складало 25 осіб.
Перша згадка про населений пункт датується 1575 роком.